# Бодкін (серіал)
Бодкін — ірландський комедійний телесеріал, що складається з семи епізодів, створений британським письменником Джезом Шарфом. Прем'єра відбулася на Netflix 9 травня 2024 року.

## Сюжет
Гілберт Пауер, американський подкастер, який хоче дізнатися про своє ірландське коріння, їде до Бодкіна, ірландського прибережного міста, щоб розслідувати незавершену справу про трьох зниклих людей. До нього приєднується Дубіза «Голуб» Малоні, яка народилася в Дубліні, журналістка-розслідувачка з Лондона, яку відправляють на завдання після смерті її джерела, урядового інформатора.

## Акторський склад
- Вілл Форте — Гілберт Пауер, американський подкастер
- Шівон Каллен — Дав Малоні, ірландська журналістка-розслідувач
- Робін Кара в ролі Еммі Сізерг, помічника підкастера Гілберта
- Девід Вілмот в ролі Шеймуса Галлагера
- Кріс Воллі в ролі Шона О'Ші
- Шон Ог Кернс — Гарда Еойн
- Пітер Бенкол в ролі Чарльза
- Керрі Маклін у ролі Мейв

## Виробництво
Цей серіал із семи епізодів, який називають Бодкін, створив Джез Шарф як перший серіал Higher Ground за сценарієм на Netflix у співпраці з wiip. Шарф і Алекс Меткалф виступають співавторами та виконавчими продюсерами серіалу разом із Тонею Девіс для Higher Ground, Девідом Флінном і Полом Лі для wiip та Нне Ебонг. Режисерами виступили Неш Еджертон, Бронвен Г'юз, Джонні Аллан і Педді Бретнах, а Майк О'Лірі приєднався до сценарної кімнати.
У червні 2022 року було оголошено, що Вілл Форте очолить серіал разом із Шіваном Калленом, Робін Карою, Девідом Вілмотом і Крісом Воллі.
Основні зйомки розпочалися в Західному Корку влітку 2022 року і тривали шість місяців. Серед інших місць зйомок — Віклоу та Дублін.

## Оцінки
Веб-сайт Rotten Tomatoes повідомив про рейтинг схвалення 68 % із середнім рейтингом 6,2/10 на основі 28 рецензій критиків. Консенсус критиків веб-сайту говорить: «Сатира Бодкіна про справжнє розслідування злочинів могла б використати більш переконливу таємницю ' щоб повісити на неї свої дотепи, але чиста ексцентричність серіалу робить досить інтригуючою розповіддю зі старого дерну». Metacritic поставив оцінку 58 зі 100 на основі 15 критиків, вказуючи на «змішані або середні відгуки».